# 美丽的大脚
《美丽的大脚》是2002年的一部中国电影。由西安电影制片厂、中视传媒股份有限公司、西影股份有限公司出品，由杨亚洲执导，倪萍、袁泉和孙海英主演。讲述一位中国西北黄土高原上的普通山村妇女对当地教育事业的无限投入，和追求自身价值的经历。

## 剧情
宁夏海原县高崖乡当地农村的妇女张美丽，丈夫因无知偷盗铁轨导致列车翻车而被处决，孩子也因病夭折。张美丽受到磨难后下决心成为教师，好好教育下一代。一名来自北京的青年志愿者夏雨只身前来支援当地教育，给当地孩子带来了很多新知识。尽管张美丽诚心对待夏雨，但因两地经济发展条件不同，以及当地极度干旱所导致的生活习惯的差别，使得两位老师之间存在很多摩擦。
由于当地条件过度艰苦，夏雨想要离开。这时与其感情不和的丈夫刘志鹏追到宁夏，想要将她挽回并接回北京。夏雨与其大吵后，丈夫独自离开。张美丽随后发现夏雨已怀孕并坚持将她送走，然而夏雨却去县医院做了人工流产，并返回支教学校。张美丽十分难过，表明孩子最重要，她自己就是将全部感情寄托在渴求知识的孩子身上。张美丽为了从当地企业家那里给孩子们争取到一台电脑的经费，在他母亲阴寿宴上喝得大醉并被老板占了便宜。但最终孩子们得到了电脑。夏雨认为张美丽应当勇于追求自己的爱情。
在支教一年后，夏雨返回北京，并带张美丽同往。因孩子们送行依依不舍，夏雨临时决定带所有孩子去北京旅游。北京比家乡各方面的发达，给张美丽和孩子们带来了巨大的冲击和不适应，而临时得知孩子们一同到来，且须在家留宿这一事情也加速了刘志鹏和夏雨感情的破裂。夏雨让刘志鹏帮忙介绍商人以推销海原当地特产洋芋（马铃薯），张美丽在晚餐后成功拿到订单和五万元预付款。夏雨向张美丽表明，其实已为她找好工作并希望她留在北京。然而张美丽却心心念念想着家乡的教育和发展。
夏雨最终也决定搬去黄土高原。然而张美丽却在运输土豆的路上因司机企图横跨铁路而遭遇车祸身亡。

## 演员
| 演员   | 角色       | 备注                                                                                                 |
| ------ | ---------- | --- |
| 倪萍   | 张美丽     | 西北农村妇女，朴实真诚善良。无奈文化水平不高且对自己外貌自卑。对教育有无限付出的热忱。               |
| 袁泉   | 夏雨       | 经济条件优越的北京教师志愿者。支教初期非常不适应，但随后被张美丽和孩子们感动。                       |
| 孙海英 | 王树       | 乡电影放映员，可以随机应变地用秦腔给老电影配音。与妻子感情不和，儿子王大河学习不好。与张美丽有暧昧。 |
| 许亚军 | 刘志鹏     | 夏雨丈夫，北京商人。反对妻子夏雨支教并前往劝说未果。                                                 |
| 戈治均 | 赵“面粉”   | 乡企业家，靠生产挂面发家致富。                                                                       |
| 李万年 | 乡长       | 重视教育的基层干部。从乡财政预算里为学校电脑挤出经费并拉了电话线供上网。                             |
| 郭达   | 张总       | 在北京的商人，出身西北，希望帮助建设家乡。                                                           |
| 黄宏   | 游乐场老板 | |

## 获奖
| 奖项                    | 分类                     | 人物      | 结果 |
| ----------------------- | ------------------------ | --------- | ---- |
| 2002年第22届金鸡奖      | 最佳故事片               | 本片      | 獲獎 |
| 2002年第22届金鸡奖      | 最佳导演                 | 杨亚洲    | 獲獎 |
| 2002年第22届金鸡奖      | 最佳女主角               | 倪萍      | 獲獎 |
| 2002年第22届金鸡奖      | 最佳女配角               | 袁泉      | 獲獎 |
| 2002年第22届金鸡奖      | 最佳男配角               | 孙海英    | 提名 |
| 2002年第22届金鸡奖      | 最佳编剧                 | 李唯      | 提名 |
| 2002年第22届金鸡奖      | 最佳摄影                 | 王晓明    | 提名 |
| 2003年 北京大学生电影节 | 最佳女演员               | 倪萍      | 獲獎 |
| 2003年 第九届金凤凰奖   | 表演学会奖               | 倪萍/袁泉 | 獲獎 |
| 2003年 第十届华表奖     | 优秀女演员               | 倪萍      | 獲獎 |
| 2003年 第十届华表奖     | 优秀导演                 | 杨亚洲    | 獲獎 |
| 2003年 第十届华表奖     | 中国电影华表奖优秀女演员 | 袁泉      | 提名 |
| 2003年 第26届百花奖     | 最佳女配角               | 袁泉      | 獲獎 |